# Burg Pfingstbühl
Die Burg Pfingstbühl ist eine vermutete abgegangene Höhenburg auf dem „Pfingstbühler Burghügel“ bei den Güttinger Seen südwestlich von  Güttingen, einem heutigen Stadtteil von Radolfzell am Bodensee im Landkreis Konstanz in Baden-Württemberg.
Vermutlich wurde die Burg während des 13. Jahrhunderts von den im 12. bis 14. Jahrhundert genannten Herren von Güttingen, die wahrscheinlich zur gleichnamigen Familie im Thurgau gehörten, erbaut.
Von der ehemaligen Burganlage auf einem Plateau von etwa 70 mal 27 Metern ist nichts erhalten.